# Kamenica nad Hronom
Kamenica nad Hronom (maďarsky Garamkövesd) je obec na Slovensku v Nitranském kraji v okrese Nové Zámky. Žije v ní přibližně 1 200 obyvatel.

## Historie
Archeologické nálezy dokládají osídlení území obce už v neolitu, eneolitu a době bronzové. První písemná zmínka o vesnici pochází z roku 1320, kde je uváděná jako Kuesd, od roku 1928 nese název Kamenica nad Hronom. Obec patřila pod Ostřihomskou kapitulu. Na začátku 16. století zde žilo 34 nevolníků. V roce 1715 v obci bylo třicet domácností a v roce 1828 v 106 domech žilo 647 obyvatel.
Hlavní obživou bylo zemědělství, ovocnářství a vinohradnictví. V meziválečném období obživu poskytovala práce na církevním velkostatku.
V letech 1938–1945 byla obec součástí Maďarska. V závěru druhé světové války v této oblasti probíhaly těžké boje, při nich bylo zničeno na 50 % obce. Po druhé světové válce byla obec součástí okresu Štúrovo a od roku 1960 je v okrese Nové Zámky.

## Přírodní poměry
Obec se nachází v pohoří Burda a Ipeľské pahorkatině na levém břehu řeky Hron pří ústí do Dunaje. Část území se nachází v jihozápadní úzké nivě, ze které se zvedá pohoří Burda. Tato část je zalesněná s převahou dubu, buku, habrů a akátu. Nadmořská výška se pohybuje v rozmezí 111 až 395 m n. m., střed obce se nachází ve výšce 118 m.
Ve správním území obce leží přírodní památka Kamenický sprašový profil a do východní části katastrálního území zasahuje část národní přírodní rezervace Burdov.
Součástí obce je rekreační oblast Kováčov.

## Doprava
Územím obce prochází železniční trať Bratislava–Štúrovo, která byla dokončena v roce 1850. První vlak tudy projel 16. prosince 1850 z Vídně do Budapešti. Železniční stanice byla postavená až v roce 1882. Přes řeku Hron byl postaven dřevěný most, který byl v roce 1859 nahrazen železným jednokolejným mostem. V roce 1893 byla trať zdvoukolejněná. Železniční most byl nahrazen novým v roce 1994. Od roku 1963 v železniční zastávce už nestojí vlaky a v roce 2011 je dopravna trvale vyloučena z dopravní služby.